# 三嶋沙希
三嶋 沙希（みしま さき、1992年3月14日 - ）は、日本のAV女優。神奈川県出身。　所属事務所は株式会社マークスジャパン
身長：150cm 、スリーサイズ：B82・W58・H80。

## 略歴
- 2011年1月に「初花 -hatsuhana-新人! 濡れすぎ美少女 」でデビュー。[1]。

## 人物
- 趣味：カラオケ
- 特技：スポーツ
- 初恋は中学1年 [2]
- 初キス、初フェラ、初体験は中学3年 [2]

### 作品の特徴
- 身長が低いことと童顔であることもありロリ系、妹系の作品の出演が多い。デビュー作から3作目までは高校生、妹系の作品となっている。
- 作品では潮が吹き出ることが多く、大量の液体が吹き出るのが特徴である。また潮吹き前にはすでにパンティが濡れた状態になっていることが多くモザイク加工されている。

## 作品

### アダルトビデオ
1. 初花 -hatsuhana- 新人! 濡れすぎ美少女 （2011年1月14日、KUKI）
2. High school days 制服コレクション （2011年2月11日、KUKI）
3. 妹の下着 （2011年3月11日、KUKI）
4. フーゾクDX 指名No.1 極上フーゾク姫 （2011年5月1日、KUKI）
5. 妄想オフィス OL （2011年6月13日、KUKI）
6. 三嶋沙希の宅配SEXボランティア （2011年7月8日、KUKI）
7. おまたせ♪kawaii*デビュ→ 初めての、ショートカット （2011年10月25日、kawaii）
8. kawaii*がくえん競泳部♪ （2011年11月25日、kawaii）
9. 抜け駆け温泉デート♪ みんなに内緒の密会セックス (2011年12月25日、kawaii)
10. 従順ペット候補生 18 (2012年3月1日、PRESTAGE)
11. 人間観察ドキュメント Q&A (2012年5月2日、PRESTAGE)